# Pseudostenophylax ondakensis
Pseudostenophylax ondakensis là một loài Trichoptera trong họ Limnephilidae. Chúng phân bố ở miền Cổ bắc.